# HD 189066
HD 189066，又名BD+35 3878，SAO 69129、HR 7620，是一颗恒星，视星等为6.02，位于銀經72.06，銀緯3.89，其B1900.0坐标为赤經19h 53m 2.2s，赤緯+35° 3.89′ 59″。